# Contreras (Espagne)
Pour les articles homonymes, voir Contreras.
Contreras est une commune d'Espagne dans la communauté autonome de Castille-et-León, province de Burgos. Elle s'étend sur 38,12 km2 et comptait environ 100 habitants en 2011.

## Patrimoine
- Pico de San Carlos, une ancienne forteresse arabe à une altitude de 1465 metros.
- Cimetière de Sad Hill, décor cinématographique du film Le bon, la brute et le truand reconstitué en 2015 sur le site originel dans le Valle de Mirandilla.